# Чильида, Мигель
Миге́ль Чильи́да Сантиэстебан (исп. Miguel Chillida Santiesteban; род. 11 июля 1963) — испанский ватерполист.
Выступал за ватерпольный клуб «Барселона», был его капитаном. Шестикратный чемпион Испании в составе команды (1980, 1981, 1982, 1983, 1987, 1991).
Высшей точкой спортивной карьеры Чильиды стало участие в летних Олимпийских играх 1988 года в Сеуле. В мужском ватерпольном турнире испанская сборная попала в одну группу с очень сильными сборными Югославии, США, Венгрии, Греции и Китая. На предварительном этапе испанцы проиграли сборной Югославии 8:10 и сыграли вничью с венграми 6:6, при этом, обыграв будущих серебряных призёров сборную США 9:7 и сборные Греции и Китая 12:9 и 13:6 соответственно. По итогам группового этапа испанцы заняли третье место и приняли участие в квалификационном турнире за 5-е место. В полуфинале испанцы победили сборную Италии 11:9, а в финале уступили сборной Австралии 7:8 и заняла 6-е место. Сам Чильида принял участие во всех 7-ми матчах, но не забил ни одного гола.
К 1992 году оставил спортивную карьеру из-за последствий автомобильной аварии; работал юристом. В дальнейшем участвовал в ветеранских и любительских соревнованиях.

## Личная жизнь
- Женат на Ане Эсфорсадо. Есть две дочери. Старшая — Паула Чильида член женской сборной Испании по водному поло[5].